# Al-Giura (Ascalona)
al-Giura (in arabo ﺍﻟﺟﻮﺭة‎?, al-Ǧūra) è un villaggio prossimo alla città israeliana di Ascalona.

## Storia
Al-Ǧūra fu spopolata nel 1948, nel corso della guerra arabo-israeliana. Nel 1945 aveva una popolazione di circa 2.420 abitanti musulmani, di origine egiziana, di Hebron (in arabo ﺍﻟﺨﻠﻴﻞ‎?, al-Khalīl) e beduina. Sebbene fosse difesa dalle forze armate egiziane, al-Ǧūra fu conquistata il 4 novembre 1948 dalla Brigata Givati agli ordini di Moshe Dayan, nel quadro di un'operazione militare denominata Yoav. I profughi trovarono rifugio a Gaza. Il santuario che aveva ospitato in passato la testa decollata di al-Ḥusayn, situato nella vicina Ascalona, fu distrutto dai soldati israeliani nel 1950, a guerra ormai da tempo terminata.

## Economia
Il villaggio aveva un territorio ampio 12 224 dūnum, 481 dei quali erano coltivati ad agrumi e banane, 7192 a frutteti e lasciati come terre irrigue, 2965 seminati a cereali e 45 dūnum occupati da abitazioni e altre strutture civili. Gli Arabi possedevano 705 dūnum, mentre il resto era di proprietà pubblica; più di 10 000 dūnum erano coltivati e producevano mandorle, agrumi, albicocche, mele, uva, legumi, cipolle e cereali. Oltre all'agricoltura, al-Ǧūra viveva di pésca, essendo uno dei principali porti dediti alla pésca della Palestina, e produceva anche nasse e reti da pésca.